# Chequered Love
Chequered Love is een nummer van de Britse zangeres Kim Wilde. Het is de tweede single van haar naar zichzelf vernoemde debuutalbum uit 1981. Op 27 april van dat jaar werd het nummer op single uitgebracht.

## Achtergrond
De plaat werd in het Germaanse taalgebied een grote hit. In Wilde's thuisland het Verenigd Koninkrijk bereikte de plaat de 4e positie in de UK Singles Chart. In Ierland werd de 4e positie bereikt, Zweden de 6e, Duitsland en Zwitserland de 2e, Oostenrijk de 16e en Australië de 6e en in Zuid-Afrika de nummer 1-positie.
In Nederland was de plaat op vrijdag 12 juni 1981 Veronica Alarmschijf op Hilversum 3 en werd een gigantische hit in de destijds drie landelijke hitlijsten op de nationale publieke popzender. De plaat bereikte de 2e positie in zowel de Nederlandse Top 40 als de Nationale Hitparade. In de TROS Top 50 stond de plaat zelfs 1 week op de nummer 1-positie. Ook in de Europese hitlijst op Hilversum 3, de TROS Europarade, stond de plaat 1 week op de nummer 1-positie.
In België bereikte de plaat de 2e positie in zowel de voorloper van de Vlaamse Ultratop 50 als de Vlaamse Radio 2 Top 30. In Wallonië werd geen notering behaald.
In de sinds december 1999 jaarlijks uitgezonden NPO Radio 2 Top 2000 van de Nederlandse publieke radiozender NPO Radio 2, stond de plaat alleen in 2000 genoteerd op een 1058e positie.

## NPO Radio 2 Top 2000
Chequered Love stond alleen in 2000 in de NPO Radio 2 Top 2000, op plek 1058.